# إيمي شارك
مي لويز بيلينغز (بالإنجليزية: Amy Shark)‏ (من مواليد 14 مايو 1986) المعروفة باسمها المسرحي آمي شارك ، هي مغنية ومؤلفة أغاني ومنتجة موسيقى البوب الأسترالية الحائزة على جائزة ARIA من جولد كوست ، كوينزلاند. اشتهرت بأغنية "Adore" المنفصلة لعام 2016 ، والتي تم التصويت عليها في المركز الثاني على Triple J Hestest 100 ، 2016. ظهر ألبومها الأول Love Monster في المرتبة الأولى على مخطط ألبومات ARIA.

## روابط خارجية
- إيمي شارك على موقع IMDb (الإنجليزية)
- إيمي شارك على موقع ميوزك برينز (الإنجليزية)
- إيمي شارك على موقع أول ميوزيك (الإنجليزية)
- إيمي شارك على موقع ديسكوغز (الإنجليزية)

- الموقع الرسمي